# Tiroteio no Parlamento da Armênia em 1999

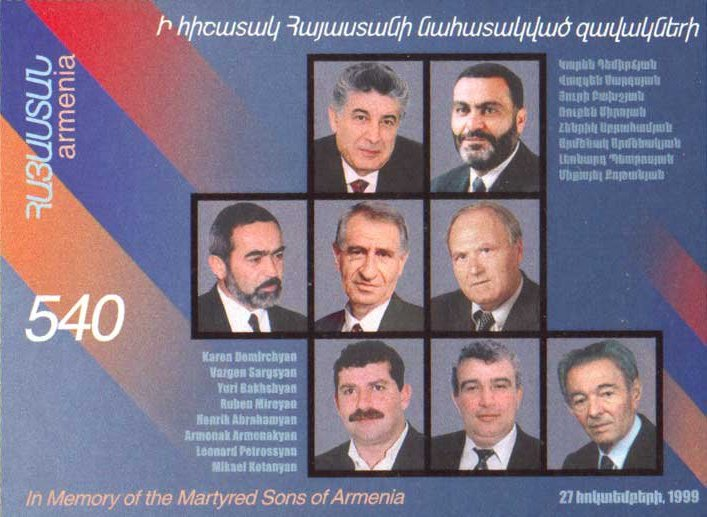
Um cartão postal de 2000 mostrando as oito vítimas do tiroteio.

O tiroteio no parlamento armênio, comumente conhecido na Armênia como 27 de outubro (Հոկտեմբերի 27, Hoktemberi k’sanyot’), foi um atentado terrorista  à Assembleia Nacional da Armênia, na capital Yerevan, em 27 de outubro de 1999, por um grupo de cinco homens armados liderados por Nairi Hunanyan que, dentre outros, mataram os dois decisores de facto da liderança política do país — o primeiro-ministro Vazgen Sargsyan e o presidente do Parlamento Karen Demirchyan. A coalizão reformista de ambos havia conquistado a maioria nas eleições parlamentares realizadas em maio daquele ano e havia praticamente marginalizado o presidente Robert Kocharyan do cenário político.
O tiroteio conduziu a mudanças significativas no cenário político do país. Continua a ser assunto de inúmeras teorias conspiratórias, envolvendo principalmente o presidente Kocharyan, cujo mandato depois disso seria frequentemente criticado como autoritário. Sargsyan e Demirchyan foram homenageados postumamente com títulos de Herói Nacional da Armênia.